# Arvati
Arvati (makedonska: Арвати) är en ort i Nordmakedonien. Den ligger i kommunen Resen, i den sydvästra delen av landet, 120 kilometer söder om huvudstaden Skopje. Arvati ligger 1 005 meter över havet och antalet invånare är 507.